# Marlborough (Automarke)
Marlborough war eine britische Automobilmarke, die von der T. B. Andre & Co. Ltd. in London von 1906 bis 1926 gefertigt wurde.
Die unterschiedlichen Modelle waren im Grunde Fahrzeuge der französischen Automarke Malicet & Blin aus Aubervilliers, die in London mit einigen landestypischen Veränderungen wie z. B. Rechtslenkung montiert wurden.
1926 war der Marlborough 2-litre aus eigener Konstruktion fertig, aber es kam nicht mehr zu einer Serienproduktion.